# 大阪市立平林小学校
大阪市立平林小学校（おおさかしりつ ひらばやししょうがっこう）は、大阪府大阪市住之江区にある公立小学校。
1971年に大阪市立住之江小学校から分離開校した。校区には団地のほか、工業地帯や大阪南港などが含まれている。

## 沿革
- 1970年4月1日 - 大阪市立住之江小学校分校として開設。
- 1971年4月1日 - 大阪市立平林小学校として開校。
- 1980年4月1日 - 従来の校区の一部を、大阪市立新北島小学校の校区へ分離。
- 1989年4月1日 - 校区再編により、卒業生の進学先を大阪市立南稜中学校から大阪市立新北島中学校へ変更。
- 2018年4月1日 - 新北島7丁目の通学区域校を新北島小学校から平林小学校へ変更[1]。

## 通学区域
- 大阪市住之江区 新北島7丁目、泉1丁目-2丁目、平林南1丁目-2丁目、平林北1丁目-2丁目、南港東1丁目-4丁目、南港南1丁目-7丁目。

卒業生は大阪市立新北島中学校に進学する。

## 交通
- ニュートラム 平林駅 南西へ約600m。